# 吉永和生
吉永 和生（よしなが かずお、1962年〈昭和37年〉6月15日 - ）は、日本の労働・厚生労働官僚。

## 来歴
東京都出身。筑波大学附属高等学校を経て、1988年（昭和63年）3月、東京大学法学部を卒業。
1987年（昭和62年）9月、国家公務員採用Ⅰ種試験（法律）に合格し、翌年4月、労働省に入省。
労働基準局総務課課長補佐、職業安定局雇用開発課建設・港湾対策室長、厚生労働省大臣官房総務課国会連絡室長、職業安定局高齢・障害者雇用対策部障害者雇用対策課長、同部企画課長、雇用均等・児童家庭局短時間・在宅労働課長、職業安定局雇用保険課長、職業能力開発局総務課長、厚生労働省大臣官房総務課長、厚生労働省大臣官房審議官などを歴任。途中、新潟県や外務省に出向し、新潟県商工労働部職業安定課長、在英国日本国大使館一等書記官などを務めた。
2020年（令和2年）8月7日、厚生労働省労働基準局長に就任。
2022年（令和4年）6月28日、厚生労働省を退職。

### 新型コロナウイルス感染症への対応
2020年（令和2年）3月2日に厚生労働省大臣官房審議官（感染症対策担当）に就任した他、労働基準局長として「職場における新型コロナウイルス感染症の拡大を防止するためのチェックリスト」等の作成に携わり、テレワーク等に係るガイドラインの見直しなどを講じる姿勢を示した。

## 年譜
- 1987年（昭和62年）9月 - 国家公務員採用Ⅰ種試験（法律）合格[1]
- 1988年（昭和63年）
  - 3月 - 東京大学法学部卒業[1]
  - 4月 - 労働省入省[1]
  - 4月 - 労働省大臣官房政策調査部総合政策課[1]
- 1989年（平成元年）4月 - 東京労働基準局監督課[1]
- 1990年（平成2年）
  - 4月 - 労働省大臣官房秘書課[1]
  - 7月 - 労働省大臣官房総務課[1]
- 1991年（平成3年）7月 - 職業安定局業務調整課民間需給調整事業室[1]
- 1993年（平成5年）6月 - 労政局労働法規課[1]
- 1994年（平成6年）12月 - 労働省大臣官房総務課[1]
- 1996年（平成8年）6月 - 新潟県商工労働部職業安定課長[1]
- 1998年（平成10年）7月 - 労働省職業安定局雇用政策課建設・港湾対策室長補佐[1]
- 2001年（平成13年）
  - 1月 - 労働基準局総務課長補佐[1]
  - 6月 - 外務省在英連合王国日本国大使館一等書記官[1]
- 2003年（平成15年）10月 - 外務省在英国日本国大使館一等書記官[1]
- 2004年（平成16年）7月 - 職業安定局雇用開発課建設・港湾対策室長[1]
- 2005年（平成17年）8月 - 厚生労働省大臣官房総務課国会連絡室長[1]
- 2007年（平成19年）8月 - 職業安定局高齢。障害者雇用対策部障害者雇用対策課長[1]
- 2009年（平成21年）7月 - 職業安定局高齢。障害者雇用対策部企画課長[1]
- 2010年（平成22年）8月 - 雇用均等・児童家庭局短時間。在宅労働課長[1]
- 2012年（平成24年）9月 - 職業安定局雇用保険課長[1]
- 2014年（平成26年）5月 - 職業能力開発局総務課長[1]
- 2015年（平成27年）10月 - 厚生労働省大臣官房総務課長[1]
- 2017年（平成29年）
  - 7月 - 厚生労働省大臣官房審議官（健康、生活衛生、アルコール健康 障害対策担当）[8]
  - 7月 -（併）厚生労働省医政局[8]
  - 7月 -（併）内閣官房内閣審議官（内閣官房副長官補付）[8]
  - 7月 -（命）内閣官房新型インフルエンザ対策室室員[8]
- 2019年（令和元年）7月 - 厚生労働省大臣官房審議官（労働条件政策、賃金担当）[8]
- 2020年（令和2年）
  - 3月 - 厚生労働省大臣官房審議官（労働条件政策、賃金、感染症対策担当）[6]
  - 8月 - 労働基準局長[3]
- 2022年（令和4年）6月 - 厚生労働省を退職[4]